# Helke
Helke ist ein weiblicher und männlicher Vorname, der außerdem als Familienname mit gleicher Schreibweise, aber anderer etymologischer Abstammung vorkommt.

## Herkunft und Bedeutung

### Vorname
Für den Vornamen Helke existieren zwei Herleitungen:
Als niederdeutscher bzw. friesischer Name ist Helke ein männlicher und weiblicher Vorname. Es handelt sich dabei um eine Nebenform von Heilke bzw. ein Diminutiv von Helle. Diese sind ein Diminutiv bzw. eine Kurzform zusammengesetzter Namen, die mit dem Element heil „gesund“, „unversehrt“, „ganz“ beginnen. Über Helle lässt sich der Name außerdem von Helena und Helga/Helge ableiten.
Beim finnischen Namen Helke handelt es sich um eine ausschließlich männliche Variante von Helge.

### Familienname
Als Familienname wird Helke entweder über Halicho vom Stamm heilag „heilig“ abgeleitet, oder über Heluco vom Stamm hal „Mann“. Nach dem Namensforscher Patrick Hanks ist der norddeutsche (friesische) Familienname Helke eine Variante des Familiennamens Hilke, der sich von der norddeutschen, friesischen und niederländischen Koseform von Hildegund, Hildebrand oder Hilger ableitet.

## Varianten
Zum niederdeutschen Vornamen existieren folgende Varianten:
- weibliche Varianten: Heilke, Heilka
- Männliche Varianten: Helko, Heilko, Heilke

## Namensträger

### Vorname
- Helke Claasen (* 1977), deutsche Beachvolleyballspielerin
- Helke Misselwitz (* 1947), Regisseurin
- Helke Nieschlag (* 1988), deutsche Ruderin
- Helke Rausch (* 1969), deutsche Historikerin
- Helke Sander (* 1937), deutsche Filmemacherin und Autorin

### Familienname
- Adolf Helke (1902–2006), deutscher Geologe
- Fritz Helke (1905–1967), deutscher Literaturfunktionär, Schriftsteller und Übersetzer
- Tobias Pfeifer-Helke (* 1971), deutscher Kunsthistoriker und Kurator